# Анхель Педраса
Анхель Педраса (ісп. Ángel Pedraza, 4 жовтня 1962, Ла-Ринконада — 8 січня 2011, Барселона) — іспанський футболіст, що грав на позиції півзахисника. По завершенні ігрової кар'єри — тренер.
Виступав, зокрема, за клуби «Барселона» та «Мальорка».

## Ігрова кар'єра
У дорослому футболі дебютував 1983 року виступами за команду «Барселона Б», в якій провів два сезони, взявши участь у 66 матчах чемпіонату. 1985 року почав включатися до заявки головної команди каталонського клубу. Захищав її кольори протягом трьох років, за які стати стабільним гравцем основного складу не зміг. Утім встиг взяти участь у низці важливих матчів, зокрема повністю відіграв фінальну гру Кубка європейських чемпіонів 1986, яка завершилася нульовою нічиєю, та був одним з чотирьох гравців іспанського клубу, які не змогли реалізувати свої спроби у серії пенальті, що дозволило святкувати перемогу у найпрестижнішому клубному європейському турнірі румунській «Стяуа». 
1988 року уклав контракт з «Мальоркою», у складі якої став ключовим півзахисником і провів наступні сім років своєї кар'єри гравця.
Завершив професійну ігрову кар'єру у клубі «Сольєр», за команду якого виступав протягом 1995—1996 років.

## Кар'єра тренера
Розпочав тренерську кар'єру, повернувшись до футболу після невеликої перерви, 2004 року, очоливши тренерський штаб команди «Еспаньйол Б». Згодом тренував команди «Бенідорм» і «Вільярреал Б».
Протягом 2008–2009 років працював у Греції, де тренував «Іракліс» і «Пансерраїкос».
Повернувшись на батьківщину, тренував «Атлетіко Балеарес», а 2010 року очолив тренерський штаб команди клубу «Л'Успіталет». Був змушений вже за три місяці залишити цю роботу через погіршення стану здоров'я, а 8 січня 2011 року помер на 49-му році життя внаслідок онкологічного захворювання.

## Титули і досягнення
- Володар Кубка іспанської ліги (1):

«Барселона»:  1986
- Володар Кубка Іспанії (1):

«Барселона»:  1987–88